# Münchens Kosmiske Cirkel
Münchens Kosmiske Cirkel var en gruppe af forfattere og intellektuelle i München i Sydtyskland i 1900-tallets begyndelse med mystikeren Alfred Schuler som omdrejningspunkt. Udover Schuler bestod inderkredsen af filosoffen Ludwig Klages (1872-1956), digteren Karl Wolfskehl (1869-1948) og forfatteren Ludwig Derleth (1870-1948). Et andet medlem af gruppen var "bohemegrevinden" Fanny zu Reventlow (1871-1918). Hun skrev nøgleromanen Herrn Dames Aufzeichnungen (1913) om sine oplevelser med grupen.

Alfred Schuler og Ludwig Klages traf hinanden i 1893. Grundlaget for deres bekendtskab og forbindelse med de øvrige medlemmer i gruppen var deres fælles betagelse af Henrik Ibsens dramaer. En anden interesse var den schweiziske antropolog og sociolog Johann Jakob Bachofens forskning i matriarkalske klaner.

Kredsen udviklede en doktrin, om at den vestlige civilisation var plaget af forfald og degeneration, hvilket skyldtes rationaliteten og afmytologiseringens effekt på kristendommen. Vejen ud af denne sørgelig tilstand kunne ifølge "Den Kosmiske Cirkel" kun findes ved at vende tilbage til den europæiske kulturs hedenske grundlag.

Gruppens aktiviteter og ritualer var ofte sensationelle i bohemeagtig Fin de siècle-stil anført af Schuler, som Theodor Lessing beskrev som "en mærkelig mand, en særpræget blanding af charlatan og geni, en spradebasse og en visionær".

Nogle medlemmer af Cirklen var også aktive i gruppen omkring digteren Stefan George, som Wolfskehl introducerede i gruppen. Ludwig Klages skrev i 1902 en bog, hvor han lovpriste Georges poesi. George var dog ikke medlem af Cirklen, selvom han var i tæt kontakt med dem.

Gruppen faldt fra hinanden efter et giftigt opgør i 1904 mellem Klages, der anså sig selv for at være nyhedning og modstander af enhver form for organiseret religion, og zionisten Wolfskehl, der anklagede Kages for antisemitisme. Stefan George var også begyndt at distancere sig fra Klages' filosofi på den tid og forsvarede Wolfskehl mod Schuler and Klages. 